# Pure Holocaust
Pure Holocaust è il secondo album in studio del gruppo musicale black metal norvegese Immortal, pubblicato nel 1993 dalla Osmose Productions.

## Edizioni
È stato ristampato nel 1998 su picture disc in edizione limitata da 300 copie, e nel 2005 su vinile con una tiratura di mille copie.

## Tracce
- Tutte le tracce scritte da Abbath Doom Occulta e Demonaz Doom Occulta.

1. Unsilent Storms in the North Abyss – 3:14
2. A Sign for the Norse Hordes to Ride – 2:34
3. The Sun No Longer Rises – 4:14
4. Frozen by Icewinds – 4:39
5. Storming through Red Clouds and Holocaustwinds – 4:38
6. Eternal Years on the Path to the Cemetery Gates – 3:30
7. As the Eternity Opens – 5:30
8. Pure Holocaust – 5:15

## Formazione[4]
- Abbath Doom Occulta – voce, basso, batteria
- Demonaz Doom Occulta – chitarra